# Треффельштайн
Треффельштайн (нім. Treffelstein) — громада в Німеччині, розташована в землі Баварія. Підпорядковується адміністративному округу Верхній Пфальц. Входить до складу району Кам. Складова частина об'єднання громад Тіфенбах.
Площа — 20,88 км2. Населення становить 970 ос. (станом на 31 грудня 2020).